# Hole in My Head
Hole in My Head è il secondo album in studio solista della cantautrice americana Laura Jane Grace, pubblicato il 16 febbraio 2024 tramite Polyvinyl Record Co. Ha ricevuto consensi dalla critica.
L'album è stato scritto da Grace mentre era in tournée in tutto il mondo. Oltre a suonare la chitarra, Grace suonava anche la batteria, accompagnata dal bassista dei Drive-By Truckers, Matt Patton.
Hole in My Head ha ricevuto un punteggio di 80 su 100 sull'aggregatore di recensioni Metacritic sulla base delle recensioni di sei critici, indicando un'accoglienza "generalmente favorevole". John Moore di Glide Magazine lo ha definito "un brillante mix di umorismo, disprezzo e autoconservazione", nonché "un disco stilisticamente elastico che copre folk, pop e rock, il tutto filtrato attraverso le esperienze di un punk rocker per tutta la vita". Stephen Thomas Erlewine di AllMusic ha scoperto che "non è così urgente" come Stay Alive (2020) "eppure sembra un pezzo con il suo predecessore, proveniente da un simile luogo di confusione", definendolo "un album rock snello e nervoso". che sfrutta a proprio vantaggio il suo disordine e le sue contraddizioni».

## Tracce
1. Hole in My Head – 1:41
2. I'm Not a Cop – 2:22
3. Dysphoria Hoodie – 2:34
4. Birds Talk Too – 1:57
5. Punk Rock in Basements – 2:09
6. Cuffing Season – 2:26
7. Tacos and Toast – 2:25
8. Mercenary – 2:27
9. Keep Your Wheels Straight – 2:38
10. Hard Feelings – 2:12
11. Give Up the Ghost – 2:37